# Kanton L'Argentière-la-Bessée
L'Argentière-la-Bessée is een kanton van het Franse departement Hautes-Alpes. Het kanton maakt deel uit van het arrondissement Briançon. Het heeft een oppervlakte van 462,84 km² en telde 6 663 inwoners in 2017 ; dat is een dichtheid van 14 inwoners/km².

## Gemeenten
Het kanton L'Argentière-la-Bessée omvat de volgende gemeenten:
- L'Argentière-la-Bessée (hoofdplaats)
- Champcella
- Freissinières
- Pelvoux
- Puy-Saint-Vincent
- La Roche-de-Rame
- Saint-Martin-de-Queyrières
- Vallouise
- Les Vigneaux

Bij de herindeling van de kantons in 2014 werd het niet geiwjzigd.
Wel werden op 1 januari 2017 de gemeenten Vallouise en Pelvoux samengevoegd tot de fusiegemeente (commune nouvelle) Vallouise-Pelvoux.